# Piet Bezuidenhout
Piet Bezuidenhout – południowoafrykański zapaśnik walczący w stylu klasycznym. Srebrny medalista igrzysk afrykańskich w 1999 i brązowy mistrzostw Afryki w 1996 roku.